# Norman Creek
Frederick Norman Smith Creek, né le 12 janvier 1898 à Darlington dans le comté de Durham, et mort le 26 juin 1980, est un joueur de football international anglais, qui évoluait au poste d'attaquant, avant de devenir entraîneur. Il fut également joueur de cricket.

## Biographie

### Vie personnelle
Originaire du comté de Durham, Creek commence le football très jeune à la Darlington Grammar School. Durant la Première Guerre mondiale, il combat avec la Royal Flying Corps, et finit décoré de la Croix militaire.
Après la fin du conflit, il rentre à l'Université de Cambridge, où il obtient son premier "Blue" en 1920. Après une blessure en 1921, il obtient un second blue l'année suivante.
Entre 1923 et 1954, il travaille en tant que professeur à la Dauntsey's School dans le Wiltshire, enseignant des  jeux et de la géographie. C'est durant cette période qu'il entre également dans la Home Guard.
Il est également journaliste sportif dans le domaine du cricket pour le Daily Telegraph, et écrivit plusieurs livres sur le sport, comme « A History of the Corinthian Football Club » (en 1933) ou encore « Centre Half - Attack or Defence ? ». En 1943, il est décoré de l'Ordre de l'Empire britannique.

### Carrière dans le football

#### Carrière de joueur

##### Carrière en sélection
Avec l'équipe d'Angleterre, il joue un match et inscrit un but en 1923. Il s'agit d'une rencontre gagnée 4-1 face à l'équipe de France.

#### Carrière d'entraîneur
Il est le sélectionneur de l'équipe de Grande-Bretagne olympique lors des JO de 1956 et de 1960.